# Baan (hemellichaam)
Een baan rond een hemellichaam of (Engels) orbit, is in de kosmologie de meestal elliptische baan die   planeten, kometen en andere hemellichamen rond een ster uitvoeren, en manen rond een planeet. Een baan wordt beschreven door zijn baanelementen. De hemelmechanica houdt zich bezig met de berekening van banen van hemellichamen.
Sinds het ontstaan van de ruimtevaart, na de tweede wereldoorlog, zijn er tevens ruimtevaartuigen zoals kunstmatige satellieten en ruimtestations gelanceerd, en in een baan om de aarde gebracht. Bij een ruimtevaartuig spreekt men van baan als er geen stuwkracht wordt toegepast, of slechts een beetje, als correctie voor de geringe wrijving met de (ijle rand van de) aardatmosfeer. Anders gebruikt men eerder de algemenere term traject.

## Achtergrond
In het begin van de 17e eeuw formuleerde de Duitse astronoom Johannes Kepler de bewegingen van planeten in de wetten van Kepler. Later toonde Isaac Newton aan dat Keplers wetten waren af te leiden met zijn wetten van de zwaartekracht. Verder toonde hij aan dat twee lichamen banen volgen waarvan de omvang omgekeerd evenredig is aan hun massa, rondom het gezamenlijke massamiddelpunt. Wanneer één lichaam veel zwaarder is dan het andere valt dat zwaartepunt ongeveer samen met het middelpunt van het zwaarste lichaam.

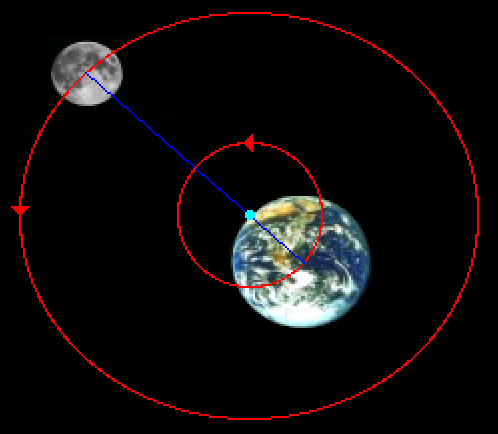
De banen die de Aarde en Maan om elkaar draaien met de lichtblauwe stip als massamiddelpunt. De tekening is niet op schaal en afstand is in werkelijkheid vele malen groter.

Als het effect van derde objecten verwaarloosbaar is, is er sprake van een tweelichamenprobleem. De lichamen zijn bijvoorbeeld de Zon en een planeet of een kunstmatige satelliet, of een planeet en een maan of een kunstmaan.
Als de som van de totale kinetische energie van de twee lichamen ten opzichte van het gezamenlijke massamiddelpunt en de potentiële energie ten opzichte van de situatie waarin ze oneindig ver van elkaar zijn, kleiner dan nul is, zullen ze bij elkaar blijven en ellipsbanen beschrijven om het gezamenlijke massamiddelpunt (waarbij ze zich uiteraard steeds aan weerszijden daarvan bevinden). Als ze daarbij niet botsen of de een door een atmosfeer van de ander wordt afgeremd, blijft dit zo. Als verder de massa van het kleinste object verwaarloosbaar is ten opzichte van die van het grootste, kan dit eenvoudiger worden geformuleerd: van het kleine lichaam moet de som van de potentiële energie ten opzichte van het oneindige en de kinetische energie kleiner dan nul zijn, en de baan ervan is dan een ellipsbaan. Bij cirkelbanen is er voor elke straal een bijbehorende baansnelheid.
Heeft de baan de vorm van een ellips, dan staat het centrale lichaam in een van de brandpunten van de ellips. Is de afstand tussen de lichamen het grootst, dan spreekt men van het apogeum (bij een baan om de aarde) of het aphelium (bij een baan om de zon). Is de afstand het kleinst, dan spreekt men van perigeum of perihelium. Ook andere benamingen komen voor, afhankelijk van het centrale lichaam. De afstand tussen die twee punten is de lange as en de halve lange as geldt als de straal van de baan.

## Baan rond de Aarde

Cirkelbanen om de Aarde van diverse grootte, op schaal

Rond de Aarde draait één natuurlijke satelliet (de Maan) en een groot aantal kunstmatige satellieten. De vorm van deze banen varieert van vrijwel cirkelvormig (eenparig cirkelvormige beweging) tot meer elliptisch. Op basis van de hoogte van deze satellieten ten opzichte van het aardoppervlak, worden zij geclassificeerd in een lage (LEO, Low Earth Orbit) of hoge (HEO, High Earth Orbit) baan. Binnen deze categorieën worden er subcategorieën onderscheiden waarbij niet alleen de hoogte van de baan, maar ook de vorm bepalend is.
Het kost minder brandstof om een satelliet in een baan naar het oosten te lanceren, omdat de Aarde zelf naar het oosten draait waardoor de raket al een nuttige beginsnelheid heeft. Dit voordeel is groter naarmate de lanceerplaats dichter bij de evenaar is. Overigens gaat het vlak van de baan altijd door het middelpunt van de Aarde, dus als de lanceerplaats niet op de evenaar ligt, gaat de baan dan afwisselend enigszins naar het zuidoosten en het noordoosten (tenzij de satelliet nog wordt bijgestuurd, uiteraard).
Als uitgegaan wordt van een bolsymmetrische Aarde dan geldt voor een cirkelbaan met straal {\displaystyle r} het volgende.
De omlooptijd {\displaystyle T} wordt gegeven door
{\displaystyle T=2\pi {\sqrt {\frac {r^{3}}{\mu }}}}
en de omloopsnelheid {\displaystyle v} door
{\displaystyle v={\sqrt {\mu  \over r}}}
Hierbij is {\displaystyle \mu } het
product van de gravitatieconstante en de aardmassa:
{\displaystyle \mu =398.600\,{\text{km}}^{3}{\text{s}}^{-2}=5,1659\times 10^{12}\,{\text{km}}^{3}{\text{hr}}^{-2}\approx 20\,{\text{aardstraal}}^{3}{\text{hr}}^{-2}}

### VLEO (very low Earth orbit, zeer lage baan)
Satellieten die lager dan 300 km boven de aarde vliegen worden tot de VLEO-categorie gerekend. Op deze hoogte is de atmosfeer minder ijl, waardoor meer of vaker stuwkracht nodig is om de wrijving te compenseren, en de aerodynamische eigenschappen een rol gaan spelen. Het betreft voornamelijk hoogresolutie-aardobservatiesatellieten.

### LEO (low Earth orbit, lage baan)
Alle satellieten die zich tussen ongeveer 350 en 1400 km boven het aardoppervlak bevinden worden tot LEO-categorie gerekend. Op deze hoogten worden vooral communicatiesatellieten aangetroffen en wetenschappelijke satellieten waarmee onderzoek wordt verricht aan de bovenste lagen van de atmosfeer. 350 km is de minimale hoogte; bij een lagere baan is de luchtweerstand te hoog en zal de satelliet zeer spoedig naar de aarde terugvallen (150 km is ongeveer de minimale hoogte voor één omwenteling). Het voordeel van een satelliet in een LEO is dat het plaatsen ervan relatief goedkoop is en aan de zenders aan boord van de satelliet minder hoge eisen hoeven te worden gesteld. Ruimtestations zoals de naar Aarde teruggekeerde Mir en het huidige Internationaal ruimtestation ISS bevinden zich in een LEO. Alle objecten in een LEO bewegen zich voort met een snelheid van ongeveer 8 km/s, waardoor een volledige omgang rond de Aarde circa 90 minuten duurt. Zoals in alle satellieten wordt hier door ruimtevaarders gewichtloosheid ervaren, zolang er geen raketmotoren gebruikt worden.
Als gevolg van de jarenlange ruimtevaartmissies is de LEO vervuild geraakt met ruimteafval zoals afgestoten rakettrappen en restanten van geëxplodeerde satellieten. Onderzoek van het United States Space Command in 1987 heeft aangetoond dat er zich toen zo'n 7000 objecten met een doorsnede van meer dan 10 cm in deze baan bevinden. In de categorie 1 tot 10 cm overtrof het zelfs de 50 000. Dit komt neer op 1 stuk van willekeurige grootte per circa 12 miljoen km³.

### ICO (intermediate circular orbit, middelhoge cirkelvormige baan)
Alle vaartuigen die zich tussen ongeveer 1400 en 36 000 km boven het aardoppervlak bevinden worden tot de ICO gerekend. In deze middelhoge baan, die ook wel wordt aangeduid met de Engelse term medium Earth orbit (MEO), worden vooral GPS satellieten aangetroffen. De banen van de GPS-satellieten zijn zo georganiseerd dat vanaf elke plaats op het aardoppervlak minstens vier satellieten boven de horizon staan.

### GSO (geosynchronous orbit, geosynchrone baan)
Een satelliet in een geosynchrone baan heeft een omlooptijd van 23,934 uur (siderische dag) en heeft dezelfde draairichting als de aarde. De halve grote as van de ellips is steeds 42.164 km.
De eerste satelliet in een geosynchrone baan werd in 1963 gelanceerd. Sindsdien is het aantal satellieten in een geosynchrone baan gestaag gegroeid. In deze baan bevinden zich vooral weersatellieten en communicatiesatellieten die eenrichtingsverkeer zoals televisie verzorgen. Voor bidirectionele communicatie zoals telefoon zijn geosynchrone satellieten minder geschikt omdat als gevolg van hun hoogte de vertraging in het signaal (ongeveer 250 ms) veelal als storend wordt ervaren.
Er zijn verschillende soorten geosynchrone banen:

#### Circulaire banen
Circulaire banen die niet in het vlak van de evenaar liggen. De hoogte van een dergelijke baan is zoals bij een geostationaire baan 35 785 km. Een satelliet in een dergelijke baan zal steeds achtjes in de buurt van dezelfde lengtegraad maken, met het kruispunt recht boven het snijpunt van die meridiaan met de evenaar. De uiterste N- en Z-posities liggen recht boven deze lengtegraad, waarbij de satelliet in oostelijke richting beweegt.

#### Elliptische banen
De snelheid van de satelliet in een elliptische baan verandert steeds. Volgens de perkenwet van Kepler zal die maximaal zijn in het perigeum (laagste punt boven de aarde) en minimaal in het apogeum (hoogste punt boven de aarde). Apogeum en perigeum kunnen elk heel verschillend zijn maar hebben steeds een dusdanige relatie dat de omlooptijd van de satelliet 23,934 uur is. Het apogeum ligt op minstens ongeveer 36.000 km boven het aardoppervlak, en in ieder geval op niet meer dan 78.000 km hoogte (grote as min aardstraal). Als de baan in het vlak van de evenaar ligt zal vanaf een punt op de aarde gezien, de satelliet heen en weer naar het oosten en westen bewegen. Als de vlakken van baan en evenaar niet samenvallen zal vanaf de aarde gezien de satelliet een cirkel-, ellips- of achtvormige beweging maken.

### GEO (geostationary orbit, geostationaire baan)
Een satelliet in een geostationaire baan blijft altijd op hetzelfde punt ten opzichte van de aarde, en wel altijd boven een punt op de evenaar. Het is dus een bijzonder soort geosynchrone baan.

#### GTO (geostationary transfer orbit, geostationaire overdrachtbaan)
Om satellieten in een geostationaire baan te brengen worden ze eerst in een LEO gebracht. Vanuit de LEO wordt de baan elliptisch gemaakt door de snelheid te verhogen, waarbij het laagste punt (perigeum) gelijk blijft aan de LEO en het hoogste punt (apogeum) gelijk wordt gemaakt aan de hoogte van een GSO (35 785 km). Dit wordt de GTO (geostationary transfer orbit, geostationaire overdrachtbaan) of Hohmann-transferbaan genoemd. Op het hoogste punt wordt de baan weer cirkelvormig gemaakt door de (inmiddels gedaalde) snelheid weer te verhogen. Als wordt aangegeven hoeveel vracht (uitgedrukt in de massa) in een GTO gebracht kan worden, moet dat niet verward worden met de hoeveelheid vracht die in een GSO (geosynchronous orbit, geosynchrone baan) gebracht kan worden: de eerstgenoemde vracht moet zelf de raketmotor en brandstof hebben voor de overgang van GTO naar GSO.
Sommige lanceervoertuigen, waaronder de diverse uitvoeringen van de Ariane kunnen een satelliet direct in een GTO brengen.
Van dit principe werd ook onder andere door de Apollomissies naar de maan gebruikgemaakt en ook ruimtesondes worden eerst in een GTO geplaatst voordat ze hun lange reis beginnen.

### PO (polar orbit, polaire baan)
Een polaire baan staat haaks op de evenaar (inclinatie van ongeveer 90°). Als de baan niet geosynchroon is, zal zo'n satelliet elke locatie op aarde kunnen observeren. Hiervan wordt vooral gebruikgemaakt door (militaire) spionagesatellieten en satellieten die worden gebruikt bij onderzoek naar het milieu. Een bekende satelliet in een polaire baan is de Landsat 7, die zich gemiddeld 700 km boven het aardoppervlak bevindt. Ook de Nederlandse astronomische satellieten ANS en IRAS bewogen in een polaire baan. Polaire banen die sterk elliptisch zijn worden ook wel Molniya-banen genoemd (inclinatie van ongeveer 63,5°), naar het Russische woord voor bliksem.
Rusland heeft vanwege de noordelijke ligging van het land veel satellieten in een polaire baan gebracht.

#### SSO, (Sun synchronous orbit, Zon-synchrone baan, Heliosynchrone baan)
Een specifiek type polaire baan is de Zon-synchrone baan. Satellieten in zo’n baan vliegen te allen tijde boven de dag-nachtgrens van de aarde (haaks op de richting van het zonlicht) waardoor ze altijd zonlicht op hun zonnepanelen vangen. Het baanvlak draait dus mee met de beweging van de Aarde om de Zon. Dankzij de afplatting van de Aarde is dit bij een bepaalde licht retrograde baan mogelijk zonder brandstofverbruik.

### HEO (High Earth Orbit, hoge baan om de aarde)
Een baan om de aarde die hoger ligt dan GSO wordt High Earth Orbit (HEO) genoemd. Daarin cirkelt een satelliet langzamer om de aarde dan de omwentelingstijd van de aarde. HEO wordt niet vaak voor actieve satellieten gebruikt.

#### Graveyard orbit
Graveyard orbit (letterlijk vertaald: begraafplaatsbaan) ook wel junk orbit (afvalbaan) of disposal orbit (wegwerpbaan) is een baan om de aarde waar (indien mogelijk) opgebruikte satellieten in worden geplaatst die niet genoeg brandstof aan boord hebben om tot een de-orbit te komen. Voor een de-orbit moeten satellieten afremmen tot minder de orbitalesnelheid of hun baan sterk kunnen afbuigen. Om in een graveyard orbit te komen versnellen satellieten met hun laatste brandstof juist waardoor ze in een iets hogere baan, verder dan GTO en GSO terechtkomen en zodoende minder tot geen gevaar voor botsingen met andere satellieten meer opleveren.

## Baan rond andere hemellichamen

Twee hemellichamen die om elkaar heen draaien, draaien altijd om hun gezamenlijk massamiddelpunt. Indien twee hemellichamen slechts een klein verschil in massa hebben ligt het massamiddelpunt niet in de buurt van het zwaartepunt van het zwaarste hemellichaam, maar daar buiten, richting het minder zware hemellichaam. De afmetingen en dit type van omwenteling gelijkt op dat van de hemellichamen Pluto en zijn maan Charon.

De verschillende soorten banen die rond de Aarde gerealiseerd worden, kunnen ook bij andere hemellichamen worden toegepast. Bij de Apollomissies naar de maan bleef er altijd een "orbiter" rond de maan cirkelen terwijl de "lander" neerstreek op het maanoppervlak. Andere hemellichamen waar kunstmatige satellieten in een stabiele baan omheencirkel(d)en zijn Mercurius, Venus, Mars, Jupiter, Saturnus, de Zon en meerdere kleinere hemellichamen zoals planetoïden en kometen.
Ruimtesondes met verre bestemmingen maken vaak gebruik van de aantrekkingskracht van planeten. Voyager 1 en 2 hebben van Jupiter en Saturnus een slingshot gekregen om van koers te wijzigen en extra snelheid te krijgen. Om zo zuinig mogelijk te reizen door het zonnestelsel is er een model dat bekendstaat als de interplanetaire snelweg.

## C3
Bij een ruimtevaartuig dat door een laatste boost in de buurt van de Aarde de invloedssfeer van de Aarde verlaat is C3 (soms karakteristieke energie genoemd) een bekende grootheid. Deze wordt uitgedrukt in km²/s² en is het kwadraat van de relatieve snelheid die het object in het oneindige ten opzichte van de Aarde zou hebben als andere hemellichamen dan het object en de Aarde er niet zouden zijn (het kwadraat van de hyperbolic excess velocity). C3 is het dubbele van de specifieke baanenergie ten opzichte van de Aarde.
Vaak is deze C3 niet genoeg om de invloedssfeer van de Zon te verlaten. In dat geval is de totale specifieke baanenergie negatief als ook de potentiële energie ten opzichte van de Zon in aanmerking wordt genomen. Het object zal dan een baan om de Zon gaan beschrijven.

## Planetaire banen
Binnen een planetenstelsel zoals het zonnestelsel bewegen alle planeten, planetoïden en kometen in een baan rondom een centrale ster zoals de Zon. Deze banen zijn nooit zuiver cirkelvormig of parabolisch, veelal zijn ze min of meer elliptisch of hyperbolisch. De parabolische en hyperbolische banen zijn niet periodiek en komen voornamelijk bij kometen voor. Als gevolg van allerlei zwaartekrachtinvloeden variëren de periodieke banen van tijd tot tijd (orde van duizenden tot miljoenen jaren). Venus en Neptunus vertonen relatief kleine afwijkingen, maar Pluto heeft een dusdanig excentrische baan, dat deze de baan van Neptunus kruist.